# Paryż-Nicea
Wyścig Paryż-Nicea (Paris-Nice), coroczna wieloetapowa impreza kolarska, znajdująca się w kalendarzu federacji międzynarodowej UCI wśród wyścigów najwyższej kategorii. Stanowi tradycyjne otwarcie europejskiego sezonu kolarskiego i nazywana jest popularnie „Wyścigiem w stronę słońca”. Organizatorem wyścigu jest Amaury Sport Organisation – ta sama, która organizuje m.in. Tour de France.
Historia wyścigu sięga 1933, kiedy to nastąpiła jego inauguracja z inicjatywy fundatora Alberta Lejeune (dyrektora dziennika „Petit Journal”). W pierwszej edycji o długości 1257 kilometrów zwyciężył Belg Alphonse Schepers.
Najwięcej zwycięstw w klasyfikacji generalnej – siedem (z rzędu) – odniósł Irlandczyk Sean Kelly (w latach 1982–1988). Za nim plasuje się Francuz Jacques Anquetil, który wygrał 5 razy (1957, 1961, 1963, 1965–1966).
W 1959 w wyścigu (podczas najdłuższej jego edycji – 1955 km) triumfował francuski kolarz polskiego pochodzenia – Jean Graczyk.
Podczas 61. edycji wyścigu rozegranej w 2003 roku na trasie 2. etapu doszło do tragedii. W wypadku, do którego doszło na trasie wywrócił się reprezentant Kazachstanu Andriej Kiwilew. Jechał bez kasku; złamał 2 żebra i kość czołową. Zmarł następnego dnia w szpitalu. Miał 30 lat.
W sezonie 2005 wyścig został wpisany do cyklu imprez ProTour.

## Zwycięzcy
Opracowano na podstawie:
| Rok  | Pierwsze                | Drugie                  | Trzecie                |
| ---- | ----------------------- | ----------------------- | ---------------------- |
| 1933 | Alphonse Schepers       | Louis Hardiquest        | Benoît Faure           |
| 1934 | Gaston Rebry            | Roger Lapébie           | Maurice Archambaud     |
| 1935 | René Vietto             | Antoine Dignef          | Raoul Lesueur          |
| 1936 | Maurice Archambaud      | Jean Fontenay           | Alfons Deloor          |
| 1937 | Roger Lapébie           | Sylvain Marcaillou      | Albert van Schendel    |
| 1938 | Jules Lowie             | Albertin Disseaux       | Antoon van Schendel    |
| 1939 | Maurice Archambaud      | Frans Bonduel           | Gerard Desmet          |
| 1946 | Fermo Camellini         | Maurice De Muer         | Frans Bonduel          |
| 1951 | Roger Decock            | Lucien Teisseire        | Kléber Piot            |
| 1952 | Louison Bobet           | Donato Zampini          | Raymond Impanis        |
| 1953 | Jean-Pierre Munch       | Roger Walkowiak         | Roger Bertaz           |
| 1954 | Raymond Impanis         | Nello Lauredi           | Francis Anastasi       |
| 1955 | Jean Bobet              | Pierre Molinéris        | Bernard Gauthier       |
| 1956 | Fred De Bruyne          | Pierre Barbotin         | François Mahé          |
| 1957 | Jacques Anquetil        | Désiré Keteleer         | Jean Brankart          |
| 1958 | Fred De Bruyne          | Pasquale Fornara        | Germain Derycke        |
| 1959 | Jean Graczyk            | Gérard Saint            | Pierino Baffi          |
| 1960 | Raymond Impanis         | François Mahé           | Robert Cazala          |
| 1961 | Jacques Anquetil        | Joseph Groussard        | Jef Planckaert         |
| 1962 | Jef Planckaert          | Tom Simpson             | Rolf Wolfshohl         |
| 1963 | Jacques Anquetil        | Rudi Altig              | Rik Van Looy           |
| 1964 | Jan Janssen             | Jean-Claude Annaert     | Jean Forestier         |
| 1965 | Jacques Anquetil        | Rudi Altig              | Italo Zilioli          |
| 1966 | Jacques Anquetil        | Raymond Poulidor        | Vittorio Adorni        |
| 1967 | Tom Simpson             | Bernard Guyot           | Rolf Wolfshohl         |
| 1968 | Rolf Wolfshohl          | Ferdinand Bracke        | Jean-Louis Bodin       |
| 1969 | Eddy Merckx             | Raymond Poulidor        | Jacques Anquetil       |
| 1970 | Eddy Merckx             | Luis Ocaña              | Jan Janssen            |
| 1971 | Eddy Merckx             | Gösta Pettersson        | Luis Ocaña             |
| 1972 | Raymond Poulidor        | Eddy Merckx             | Luis Ocaña             |
| 1973 | Raymond Poulidor        | Joop Zoetemelk          | Eddy Merckx            |
| 1974 | Joop Zoetemelk          | Alain Santy             | Eddy Merckx            |
| 1975 | Joop Zoetemelk          | Eddy Merckx             | Gerrie Knetemann       |
| 1976 | Michel Laurent          | Hennie Kuiper           | Luis Ocaña             |
| 1977 | Freddy Maertens         | Gerrie Knetemann        | Jean-Luc Vandenbroucke |
| 1978 | Gerrie Knetemann        | Bernard Hinault         | Joop Zoetemelk         |
| 1979 | Joop Zoetemelk          | Sven-Åke Nilsson        | Gerrie Knetemann       |
| 1980 | Gilbert Duclos-Lassalle | Stefan Mutter           | Gerrie Knetemann       |
| 1981 | Stephen Roche           | Adrie van der Poel      | Alfons De Wolf         |
| 1982 | Sean Kelly              | Gilbert Duclos-Lassalle | Jean-Luc Vandenbroucke |
| 1983 | Sean Kelly              | Jean-Marie Grezet       | Steven Rooks           |
| 1984 | Sean Kelly              | Stephen Roche           | Bernard Hinault        |
| 1985 | Sean Kelly              | Stephen Roche           | Frédéric Vichot        |
| 1986 | Sean Kelly              | Urs Zimmermann          | Greg LeMond            |
| 1987 | Sean Kelly              | Jean-François Bernard   | Laurent Fignon         |
| 1988 | Sean Kelly              | Ronan Pensec            | Julián Gorospe         |
| 1989 | Miguel Indurain         | Stephen Roche           | Marc Madiot            |
| 1990 | Miguel Indurain         | Stephen Roche           | Luc Leblanc            |
| 1991 | Tony Rominger           | Laurent Jalabert        | Martial Gayant         |
| 1992 | Jean-François Bernard   | Tony Rominger           | Miguel Indurain        |
| 1993 | Alex Zülle              | Laurent Bezault         | Pascal Lance           |
| 1994 | Tony Rominger           | Jesús Montoya           | Wiaczesław Jekimow     |
| 1995 | Laurent Jalabert        | Władisław Bobrik        | Alex Zülle             |
| 1996 | Laurent Jalabert        | Lance Armstrong         | Chris Boardman         |
| 1997 | Laurent Jalabert        | Laurent Dufaux          | Santiago Blanco        |
| 1998 | Frank Vandenbroucke     | Laurent Jalabert        | Marcelino García       |
| 1999 | Michael Boogerd         | Markus Zberg            | Santiago Botero        |
| 2000 | Andreas Klöden          | Laurent Brochard        | Francisco Mancebo      |
| 2001 | Dario Frigo             | Raimondas Rumšas        | Peter Van Petegem      |
| 2002 | Aleksandr Winokurow     | Sandy Casar             | Laurent Jalabert       |
| 2003 | Aleksandr Winokurow     | Mikel Zarrabeitia       | Davide Rebellin        |
| 2004 | Jörg Jaksche            | Davide Rebellin         | Bobby Julich           |
| 2005 | Bobby Julich            | Alejandro Valverde      | Constantino Zaballa    |
| 2006 | Floyd Landis            | Patxi Vila              | Antonio Colom          |
| 2007 | Alberto Contador        | Davide Rebellin         | Luis León Sánchez      |
| 2008 | Davide Rebellin         | Rinaldo Nocentini       | Jarosław Popowycz      |
| 2009 | Luis León Sánchez       | Fränk Schleck           | Sylvain Chavanel       |
| 2010 | Alberto Contador        | Luis León Sánchez       | Roman Kreuziger        |
| 2011 | Tony Martin             | Andreas Klöden          | Bradley Wiggins        |
| 2012 | Bradley Wiggins         | Lieuwe Westra           | Alejandro Valverde     |
| 2013 | Richie Porte            | Andrew Talansky         | Jean-Christophe Péraud |
| 2014 | Carlos Betancur         | Rui Costa               | Arthur Vichot          |
| 2015 | Richie Porte            | Michał Kwiatkowski      | Simon Špilak           |
| 2016 | Geraint Thomas          | Alberto Contador        | Richie Porte           |
| 2017 | Sergio Henao            | Alberto Contador        | Daniel Martin          |
| 2018 | Marc Soler              | Simon Yates             | Gorka Izagirre         |
| 2019 | Egan Bernal             | Nairo Quintana          | Michał Kwiatkowski     |
| 2020 | Maximilian Schachmann   | Tiesj Benoot            | Sergio Higuita         |
| 2021 | Maximilian Schachmann   | Aleksandr Własow        | Ion Izagirre           |
| 2022 | Primož Roglič           | Simon Yates             | Daniel Felipe Martínez |
| 2023 | Tadej Pogačar           | David Gaudu             | Jonas Vingegaard       |
| 2024 | Matteo Jorgenson        | Remco Evenepoel         | Brandon McNulty        |
| 2025 | Matteo Jorgenson        | Florian Lipowitz        | Thymen Arensman        |